# Sturgeons Gesetz
Sturgeons Gesetz (englisch Sturgeon’s law) ist eine Hypothese, die auf der Offenbarung (englisch: Sturgeons Revelation) beruht, laut der knapp 90 Prozent von allem Mist sei (englisch: ninety percent of everything is crap). Diese Beobachtung bezieht sich dabei vor allem, aber nicht ausschließlich auf kulturelle Güter wie Musik, Filme und Bücher. Die These wurde von Theodore Sturgeon, einem US-amerikanischen Science-Fiction-Autor und Kritiker, geprägt. Diese geht auf Sturgeons Beobachtung zurück, dass die Science-Fiction von Kritikern oft als minderwertig verspottet wurde, dass aber die meisten Beispiele von Werken aus anderen Bereichen ebenfalls als minderwertig angesehen werden können und dass sich die Science-Fiction in dieser Hinsicht nicht von anderen Kunstformen unterscheidet.

## Geschichte
Vergleichbare Thesen und Beobachtungen wurden schon weit vor Sturgeons Zeit gemacht. So schrieb der französische Philosoph und Autor Voltaire in seiner Schrift Le Monde comme il va aus dem Jahre 1748, dass es „zu allen Zeiten, in allen Ländern und in allen Genres viel Schlechtes und wenig Gutes gibt“. Zu einer ähnlichen Erkenntnis gelangte Rudyard Kipling in The Light That Failed aus dem Jahre 1890, wo er zu der Erkenntnis kam, dass „Vier Fünftel der Arbeit eines jeden Menschen schlecht sein muss“.
Laut Philip Klass (William Tenn) machte Sturgeon seine Behauptung erstmals etwa 1951 bei einem Vortrag an der New York University, an dem auch Tenn teilnahm. Die Aussage wurde später in einen Vortrag aufgenommen, den Sturgeon 1953 am Labor-Day-Wochenende auf der World Science Fiction Convention in Philadelphia hielt. Sie wurde 1957 von dem Science-Fiction-Magazin Venture Science Fiction aufgenommen und popularisiert. 1958 schrieb Sturgeon in demselben Magazin, dass sich die Science-Fiction nicht von anderen Kunstformen unterscheidet, weil 90 Prozent ihrer Werke Mist wären, da 90 Prozent von allem Mist sei.
2013 nannte der Philosoph Daniel Dennett Sturgeons Gesetz als eines seiner sieben Werkzeuge für kritisches Denken: „90 % von allem ist Mist. Das ist wahr, egal ob man über Physik, Chemie, Evolutionspsychologie, Soziologie, Medizin – was auch immer –, Rockmusik oder Country spricht. 90 % von allem ist Mist.“ Die Wiederaufbereitung des Gesetzes für ein modernes Publikum wurde laut Dennett positiv aufgenommen.